# Плечево (Ярославская область)
Плечево — деревня в Переславском районе Ярославской области на реке Нерли Клязьменской.

## История
Деревня села Филипповского Нильского стана, составлявшая вместе с ним вотчину Никитского монастыря. В 1620 году за ней считалась в реке Нерли рыбная ловля от реки Тошмы до речки Ремжи. Из «мировой» грамоты монастырей Никитского и Данилова видно, что у крестьян деревни Плечево бывали недоразумения относительно сенных покосов с крестьянами деревни Рушиново. В 1764 году при секуляризации перешла в казну.